# Otford
Otford est un village et une paroisse civile du Kent, en Angleterre. Il est situé dans l'ouest du comté, sur la rivière Darent (en), un affluent de la Tamise. La grande ville la plus proche est Sevenoaks, à 5 km au sud. Administrativement, il relève du district de Sevenoaks. Au recensement de 2021, il comptait 3 551 habitants.

## Étymologie
Otford provient du vieil anglais ford, qui désigne une gué, suffixé à l'anthroponyme *Otta. Ce nom est attesté sous la forme Otteford en 832, puis Otefort dans le Domesday Book, à la fin du XIe siècle.

## Histoire
En 776, la bataille d'Otford oppose le roi Offa de Mercie aux habitants du royaume de Kent. Son issue n'est pas précisée par les sources, mais Offa semble avoir été vaincu dans la mesure où le Kent recouvre une forme d'indépendance dans les années qui suivent.
Une autre bataille prend place à Otford en 1016, durant l'invasion de l'Angleterre par Knut le Grand. Ses Danois sont vaincus par les forces d'Edmond Côte-de-Fer et repoussés vers l'île de Sheppey.
Les archevêques de Cantorbéry détiennent un palais à Otford jusqu'à l'époque de la Réforme. En 1537, le roi Henri VIII contraint l'archevêque Thomas Cranmer à lui céder le palais d'Otford (en), qui tombe en ruine après la mort du roi.

## Transports
- Otford est situé sur la route A225 qui relie Dartford à Sevenoaks.
- La Pilgrims' Way (en), itinéraire emprunté au Moyen Âge par les pèlerins venant de Winchester pour se rendre sur la tombe de Thomas Becket à Cantorbéry, traverse le village.
- La gare d'Otford (en) est desservie par les trains de la Maidstone line (en), opérés par la Southeastern, ainsi que par ceux du réseau express régional Thameslink.

## Religion
L'église paroissiale d'Otford est dédiée à saint Barthélémy. Outre ce lieu de culte de l'Église d'Angleterre, le village compte également une église méthodiste, une église évangélique et une église catholique.

## Jumelages
- Neufchâtel-Hardelot (France) depuis 2012